# NOHAB AA16
Lokomotiva typu NoHAB AA16, krátce „NoHAB“ je licenční variantou americké lokomotivy řady F EMD, dceřiné společnosti koncernu GM. Lokomotivy tohoto typu si pořídilo několik evropských železničních správ a mnohé jsou v provozu dodnes. Lokomotivám se říká "nohabky" podle švédského výrobce Nydqvist och Holm AB – ve zkratce NOHAB. Ačkoliv tento výrobce dodal množství lokomotiv jiných typů, přezdívkou "nohab" jsou pojmenovány pouze tyto.

## Původ

### USA - řada F

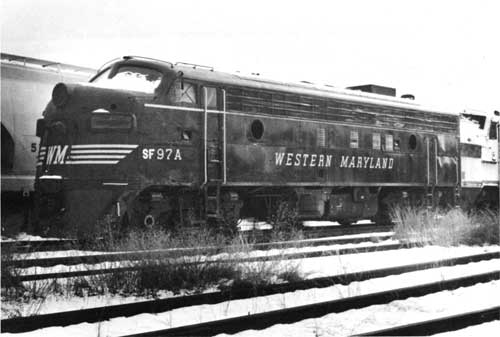
Lokomotiva EMD FP7

V roce 1939 představila firma Electro-Motive Corporation (EMC), v té době patřící koncernu GM, nově vyvinutou dieselovou lokomotivu s elektrickým přenosem výkonu určenou především pro nákladní vozbu. Jednalo se o aerodynamicky tvarovaný stroj řady FT. Lokomotivu poháněl 16válcový dvoudobý vznětový motor 16-567, který byl spojen se stejnosměrným generátorem a dodával výkon 1 350 koňských sil. Pohon lokomotivy obstarávaly čtyři trakční motory uložené ve dvou dvounápravových podvozcích. Konstrukce skříně byla samonosná a kulatý nos s malými, po stranách sníženými čelními okny dávaly lokomotivě charakteristický vzhled.
Koncepce EMC předpokládala spojování těchto lokomotiv do jednotek řízených z jednoho stanoviště. Lokomotiva typu A byla vybavena kompletním stanovištěm na jednom konci, lokomotiva B (booster) byla bez stanovišť i bez kulatého nosu. Ke konci roku 1939 se prototypová jednotka ve složení A-B-B-A vydala na demonstrační turné po Spojených státech. Prototypy byly natolik úspěšné, že si nové lokomotivy objednalo mnoho významných železničních společností pro přechod z parního provozu na motorový.
Již dříve EMC vyvinulo lokomotivy typu E s uspořádáním pojezdu (A1A)(A1A) pro osobní dopravu. Ty byly zpočátku poháněny dvojicí naftových agregátů Winton 201A, počínaje modelem E3 dvojicí 12válců 12-567. V roce 1941 byla EMC začleněna pod General Motors a přejmenována na Electro-Motive Division (EMD). V průběhu 2. světové války se výroba řídila nařízeními federální agentury War Production Board (WPB) a soustředila se převážně na lokomotivy typu FT pro nákladní vlaky, jejichž produkce přesáhla tisíc kusů. Naopak další lokomotivky jako Alco nebo Baldwin směly vyrábět pouze posunovací a tzv. road switcher (pro posun a traťovou službu) lokomotivy. Tento krok byl později kritizován, jelikož měl EMD poskytnout náskok před konkurencí. Mimo jiné i z tohoto důvodu se GM-EMD zabýval senátní antimonopolní podvýbor a v 60. letech se případ dostal až k federálnímu soudu.
Do roku 1953 vyrobila EMD téměř 1 900 lokomotiv řady F3, přes 3 800 řady F7 a necelých 400 osobních lokomotiv FP7 (P z anglického passenger). Ty měly o něco delší rám pro umístění většího vytápěcího kotle. Všechny tyto řady byly poháněny vylepšeným motorem 16-567B s výkonem zvýšeným na 1 500 koní. Posledním vývojovým stupněm se staly lokomotivy řad F9 a FP9 s motorem 16-567C o výkonu 1 750 koní.
FP7 představovala i úspěšný typ pro export. 95 lokomotiv z ní odvozených bylo vyrobeno v Austrálii, 203 v Evropě. Motory a generátory dodávala do všech těchto lokomotiv General Motors. Jak bylo u amerických lokomotiv obvyklé, i u mimoamerických lokomotiv seděl strojvůdce na pravé straně a výkon lokomotivy ovládal pomocí páky po své levici s osmi jízdními stupni.

### Austrálie

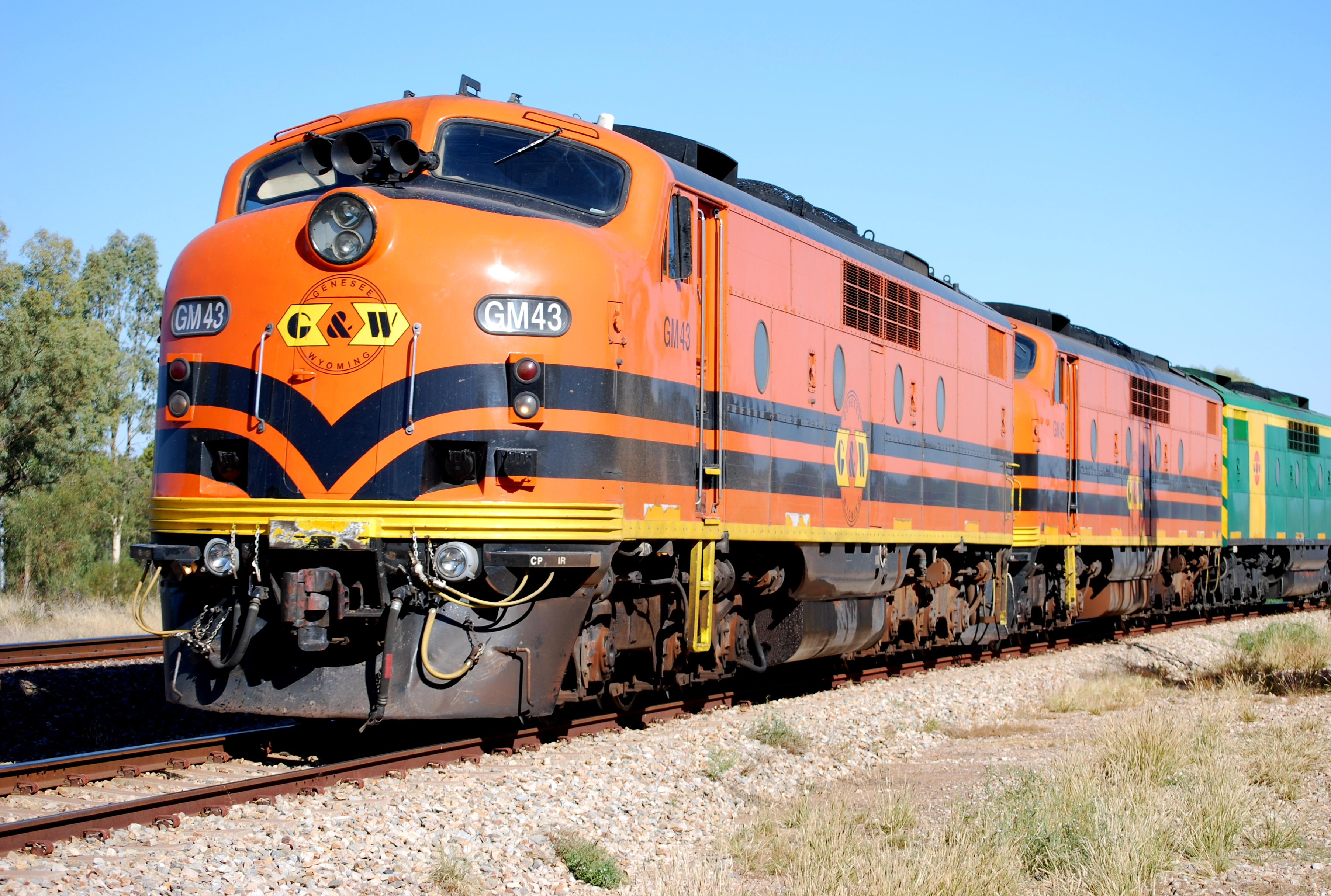
Lokomotiva řady GM Australských národních železnic

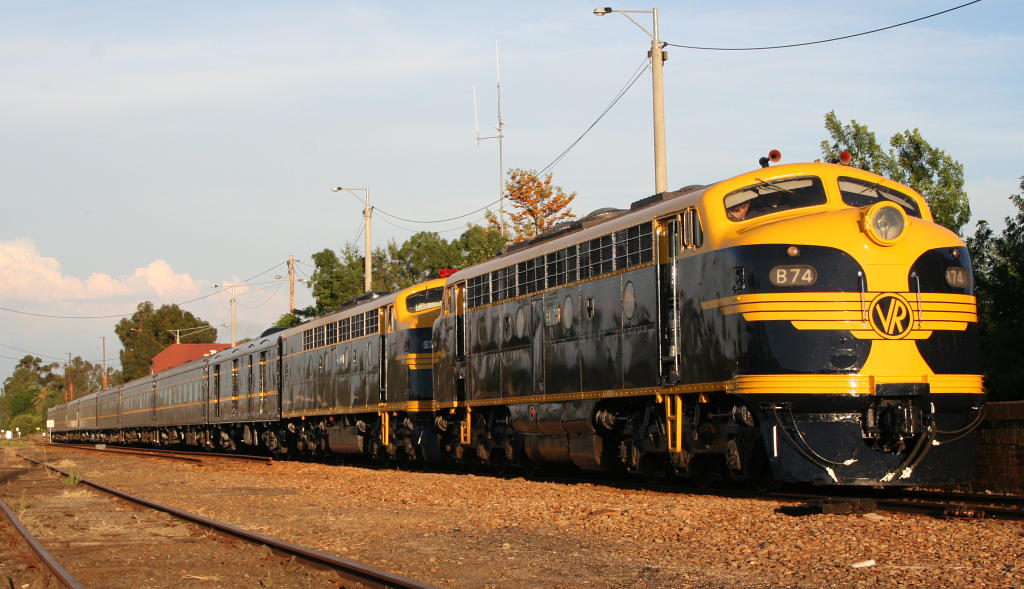
Lokomotiva řady B 60 Victoria Railways

Prvními GM-lokomotivami v Austrálii byly lokomotivy řady GM 1-11 pro Australské národní železnice. Jednalo se o lokomotivy s jedním stanovištěm. Ačkoliv průjezdný profil australských železnic odpovídá víceméně americkému, stav a únosnost kolejí odpovídají spíše evropským železnicím. Proto byla lokomotiva pojata jako šestinápravová s uspořádáním Co’Co’ a s nápravovým tlakem 20 t namísto ve Spojených státech obvyklých 26 t. Licenci obdržela firma Clyde Engineering in Granville (New South Wales). Některé z nich jsou po modernizaci stále v provozu.
Pro Victoria Railways s rozchodem 1600 mm dodala firma Clyde v roce 1952 25 lokomotiv řady B 60, taktéž odvozených z F7. Lokomotivy měly stanoviště strojvedoucího na obou koncích. Po rekonstrukci a dosazení nového motoru typu 645 jich ještě 11 slouží v provozu. Právě tyto lokomotivy byly přímými předchůdkyněmi evropské verze.

## Evropa

### Vývoj

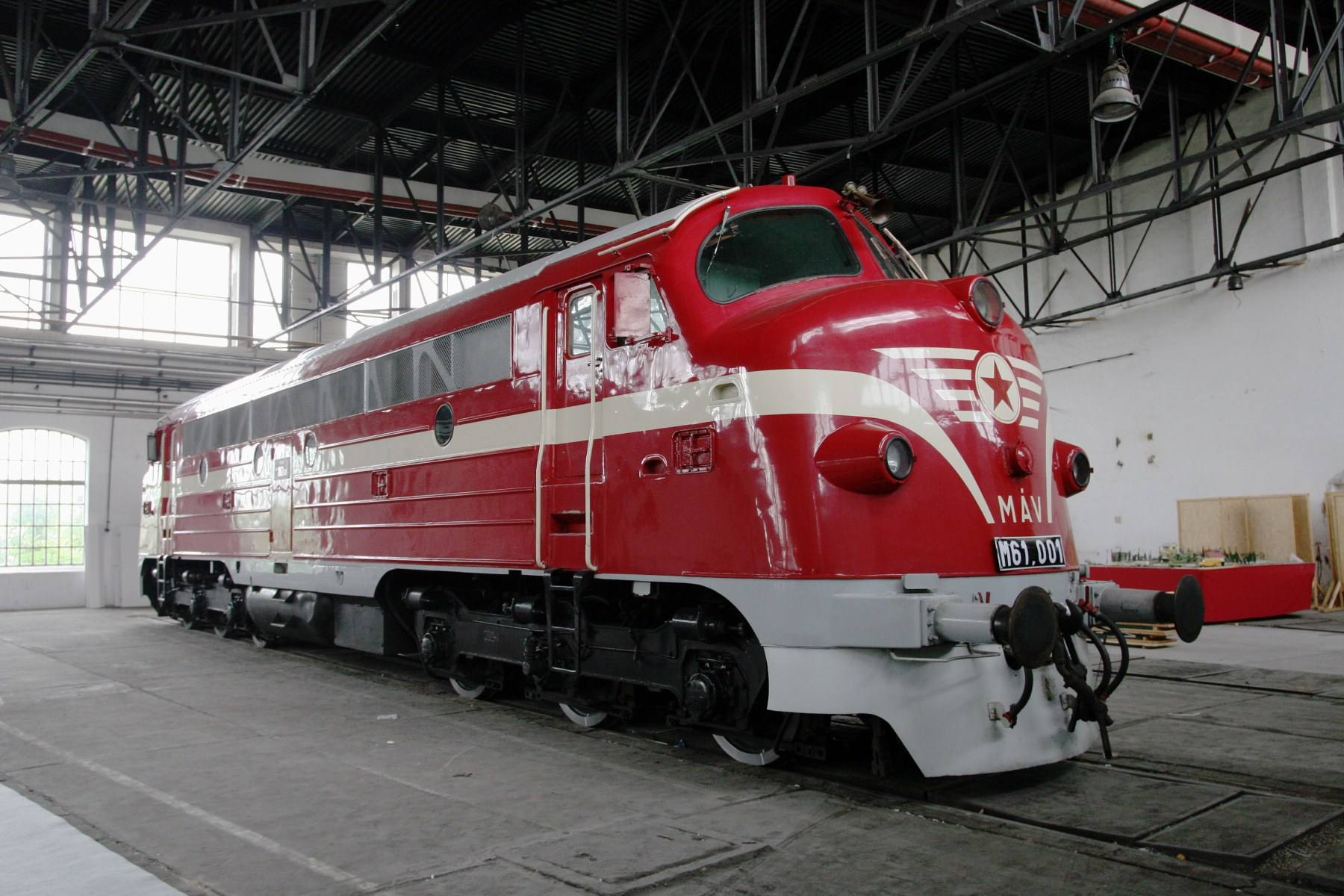
Muzejní M61.001 v železničním muzeu v Budapešti

Ústředním bodem na cestě typu F7 do Evropy byla švédská strojírna a lokomotivka „Nydqvist och Holm AB“ (NoHAB) v Trollhättanu, která roku 1949 získala od EMD licenci na stavbu dieselových lokomotiv. Tato firma přepracovala konstrukci australských lokomotiv tak, aby odpovídala obrysu dle UIC. Zvláště bylo třeba zohlednit profil SNCF, díky tomu mohly být tyto lokomotivy nasazeny i na rychlíky a vlaky TEE z Bruselu do Paříže.
Střecha musela být oproti australským lokomotivám ještě více zaoblena, což mělo vliv i na tvar čelních oken a polohu bočních oken. Nos byl ještě více snížen a zaoblen s ohledem na umístění tažného a narážecího ústrojí. Podvozky odpovídaly australské verzi.
Lokomotivy byly vybaveny šestnáctiválcovým dvoudobým vznětovým motorem GM16.567 s vrtáním 216 mm, zdvihem 254 mm a maximálními otáčkami v rozmezí 800 – 900 min-¹. Pouze dánská řada MX byla vybavena dvanáctiválcovou verzí tohoto motoru.

### Dánsko (řady MY a MX)

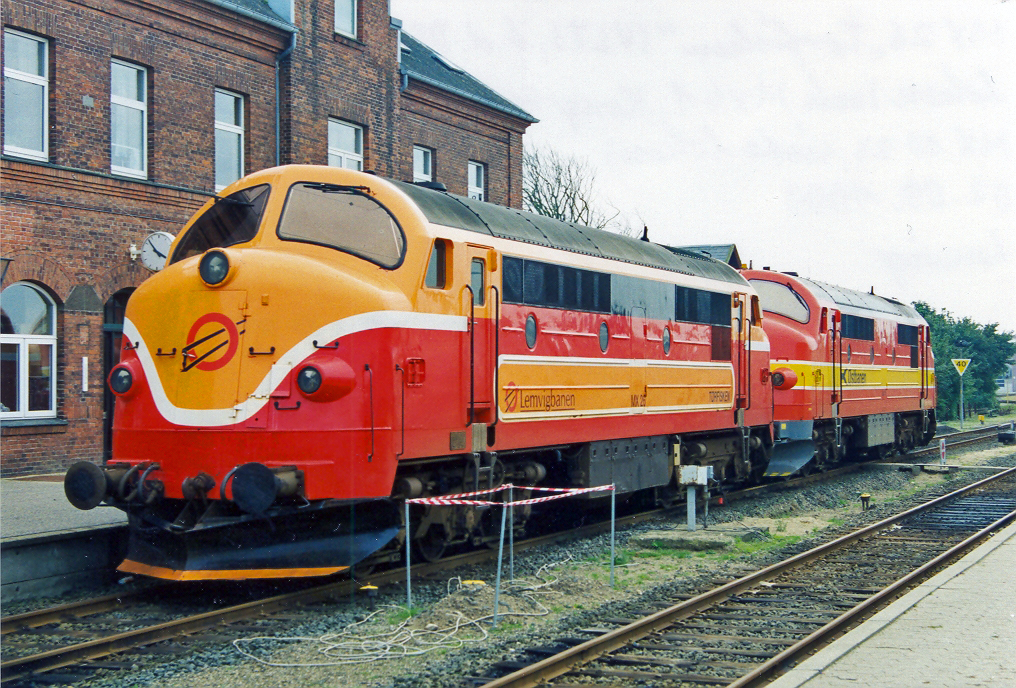
VLTJ MX 26 (dříve DSB MX 1025) a ØSJS MX 41 (dříve DSB MX 1023).

Prvním objednavatelem nových lokomotiv v Evropě byly Dánské státní dráhy, které již koncem 40. let uvažovaly o náhradě parních lokomotiv a kontaktovaly i GM. Již v roce 1952 objednaly 4 lokomotivy NOHAB s uspořádáním (A1A)’(A1A)’ a s maximální rychlostí 133 km/h. Lokomotivy byly dodány v roce 1954 a označeny řadou MY. Celkem bylo dodáno 59 strojů této řady.
Pro méně únosné tratě objednaly DSB 45 lehčích a méně výkonných lokomotiv řady MX. Tyto lokomotivy jsou na první pohled odlišitelné podle přerušené větrací mříže na bočnici.

### Norsko (řada Di 3)

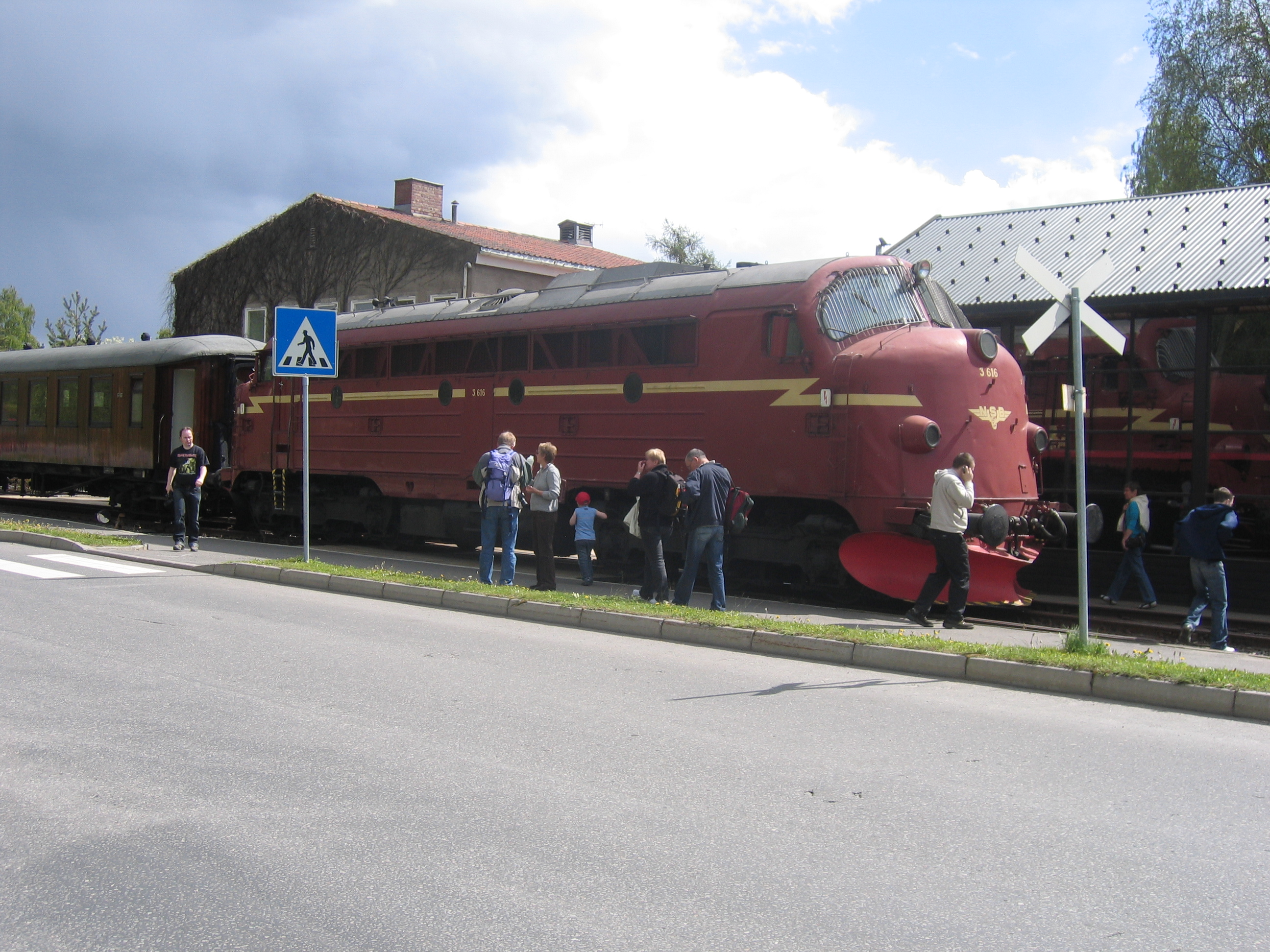
Di 3.619 v Hamaru

S prvními lokomotivami pro DSB vyrobila firma NoHAB na vlastní náklady jednu lokomotivu s maximální rychlostí 105 km/h přizpůsobenou severským podmínkám. První zkušební jízdy se uskutečnily již v roce 1954. Poté, co obstála ve srovnání se dvěma německými lokomotivami firem MaK Kiel a KHD, objednaly Norské státní dráhy 19 lokomotiv řady Di 3. Na rozdíl od dánského provedení měly 6 hnacích náprav. Později odkoupily NSB i zkušební lokomotivu Di 3.602.
Dále zakoupily NSB tři lokomotivy zamýšlené pro vývoz do Finska s uspořádáním (A1A)’(A1A)’ s max. rychlostí 143 km/h a další dvě pro rychlost 105 km/h, taktéž původně uvažované pro Finsko. Tyto dvě lokomotivy Di 3.622 a 623 byly zároveň posledními vyrobenými nohabkami.

### Belgie a Lucembursko (řady 202 - 204 a 16)
Belgické státní dráhy SNCB/NMBS taktéž v roce 1954 objednaly nové dieselové lokomotivy. Provedení vycházelo z norských Di 3, maximální rychlost byla 120 km/h. Dodavatelem byla firma Anglo-Franco-Belge (AFB), která získala licenci NoHAB.
Lokomotivy byly vyrobeny ve třech provedeních:
- řada 202 (od roku 1971 52) – 18 kusů s vlakovým topením a elektrodynamickou brzdou
- řada 203 (53) – 13 kusů s elektrodynamickou brzdou
- řada 204 (54) – 8 kusů bez EDB s maximální rychlostí 140 km/h pro expresní vlaky do Paříže a Kolína

Čtyři lokomotivy Lucemburských železnic označené řadou 1600 odpovídaly belgické řadě 202.
Při modernizacích dostaly belgické lokomotivy hranaté kabiny podobné řadě 62 a zvukovou izolaci, přišly tak o svůj charakteristický zjev i zvuk.

### Maďarsko (řada M61)

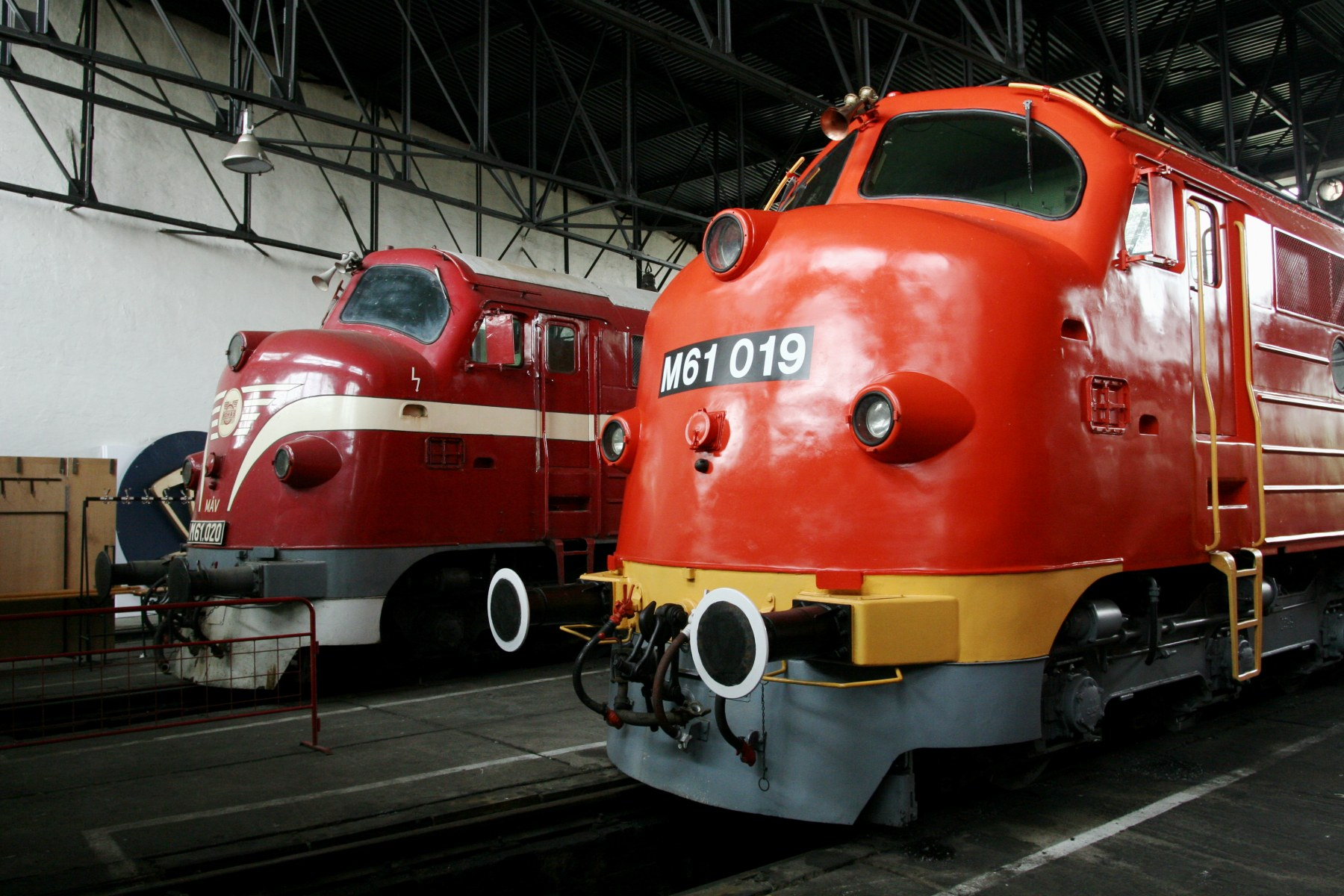
M61.020 a 019 v obou barevných variantách MÁV

Také Maďarské státní dráhy patřily ke společnostem, které zkoušely norskou lokomotivu Di3. Během jízdy do Maďarska se uskutečnila i zastávka ve východoněmeckém železničním výzkumném ústavu VES-M Halle a byla provedena zkušební jízda na trati Drážďany – Karl Marx Stadt (předtím a nyní Saská Kamenice). MÁV poté objednaly 20 lokomotiv odpovídajících řadě Di 3 NSB a označily je řadou M61. Další dodávky nenásledovaly, Maďarsko muselo jako člen RVHP odebírat další lokomotivy ze Sovětského svazu.

## Další lokomotivy GM nebo NoHAB v Evropě

### Švédsko
Švédské dráhy si pořídily několik řad lokomotiv se středním stanovištěm strojvedoucího s technikou GM – T41, T42, T43, T44, Tb a Tc.
T42 je téměř přesná licence lokomotiv GM jezdících v Austrálii a Jižní Americe. T43 prakticky dánská MX se středním stanovištěm, T44 je její nástupkyní.
Řady Tb a Tc jsou určeny pro nákladní dopravu a odklízení sněhu. Kromě velkých pluhů mají i otáčecí zařízení, takže se otočí i na širé trati.
Všechny švédské lokomotivy NoHAB jsou vzájemně ovladatelné vícenásobným řízením, včetně nohabek zpětně dovezených z jiných zemí.

### Rakousko
Lokomotiva vlastní konstrukce s pohonem EMD-GM je řada 2050.

### Španělsko
Španělsko objednalo v 60. letech lokomotivy GM řady 319 (EMD-Typ G 16). Lokomotivy postavené přímo v USA mají jedno stanoviště, licenční lokomotivy dvě stanoviště. V 80. letech byly modernizovány.
I. a II. série dánských lokomotiv řady MZ se podobá řadě 333, pocházejí však od jiného dodavatele, mají jiné podvozky a maximální rychlost 150 km/h – o 7 km/h více než MZ.

### Dánsko

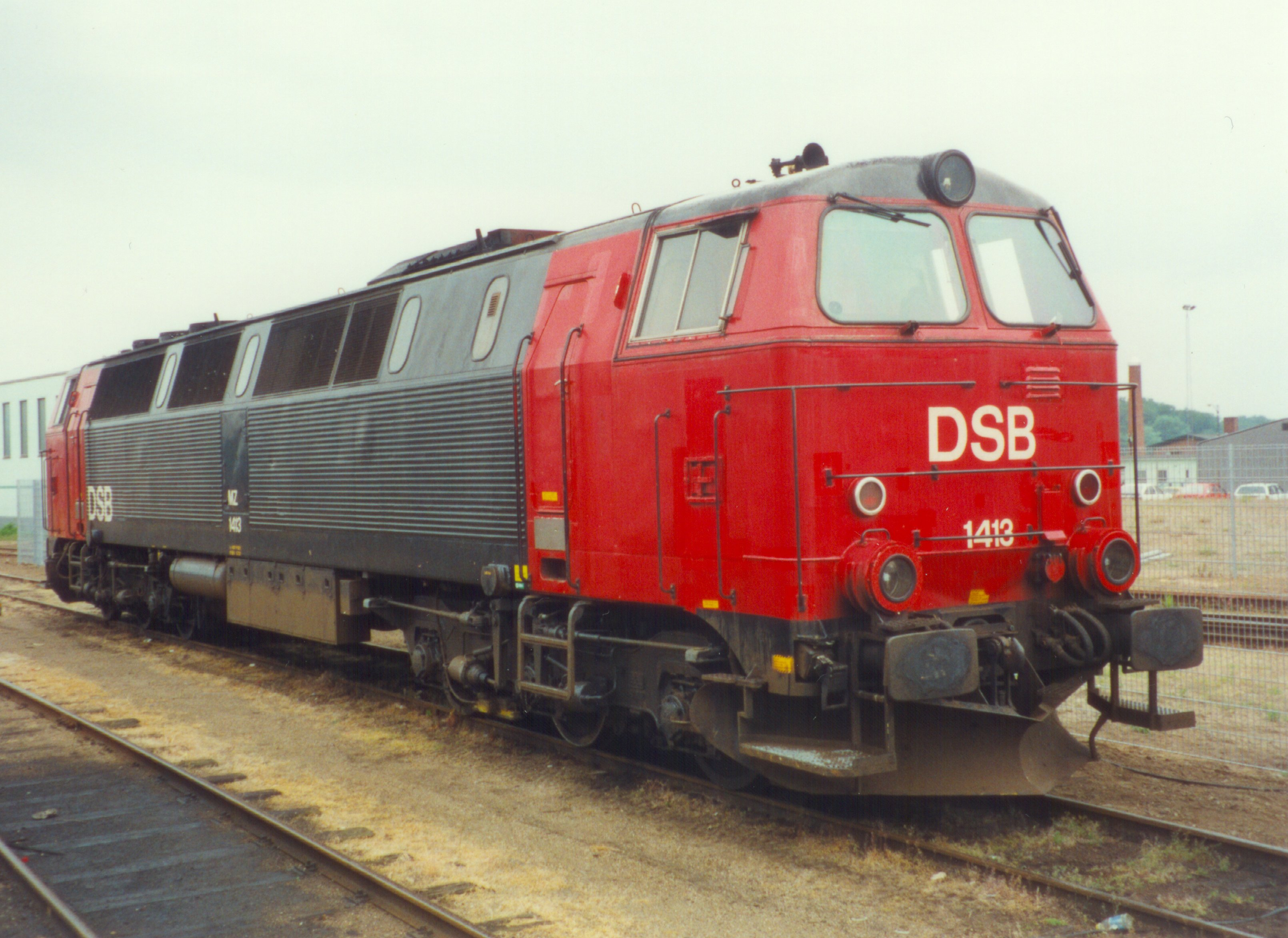
Lokomotiva DSB řady MZ

Nástupkyní nohabek řad MX a MY se stala v roce 1967 řada MZ (GM-Typ JT 26C) s výkonem 3300, resp. 3900 HP (3. a 4. série) a maximální rychlostí 144 km/h, resp. 166 km/h.